# Midi E 4200
Die Lokomotiven der Baureihe E 4200 waren regelspurige Elektrolokomotiven der französischen Eisenbahngesellschaft Compagnie des chemins de fer du Midi (Midi). Sie waren nahezu identisch mit den 17 Maschinen der Baureihe E 4700, von jenen unterschieden sie sich lediglich durch ein anderes Übersetzungsverhältnis. 1938 wurden sie unter den gleichen Betriebsnummern von der in jenem Jahr gegründeten Staatsbahn SNCF übernommen.

## Vorgeschichte
Die Midi war die einzige der großen französischen Bahngesellschaften, deren Gleise nicht bis in die Hauptstadt Paris führten. Ihre Strecken lagen südlich des Zentralmassivs zwischen dem Atlantik und dem Mittelmeer und führten bis weit in die nördlichen Pyrenäen hinein. Da die Kohlenreviere weit entfernt im Norden Frankreichs lagen, musste der Brennstoff für den Betrieb der Dampflokomotiven über weite Strecken anderer Gesellschaften herbeigeschafft werden. Daher entwickelte man bereits um 1909 ein umfangreiches Elektrifizierungsprogramm unter Nutzung der in den Pyrenäen verfügbaren Wasserkräfte.
Gewählt wurde eine Stromzufuhr mittels Oberleitung bei einer Wechselspannung von 12 kV und einer Frequenz von 16 2⁄3 Hz. Zwischen 1912 und 1914 wurde auf vier Strecken der elektrische Betrieb aufgenommen.
Die extreme Knappheit an Kohle während des Ersten Weltkriegs – die wichtigsten Kohlenreviere waren von deutschen Truppen besetzt – veranlasste die Regierung zum Beschluss bezüglich einer Elektrifizierung von weiteren Eisenbahnstrecken. Während jene bei den nord- und ostfranzösischen Strecken aus militärstrategischen Gründen aber verworfen wurde, befürwortete man die Elektrifizierung von Bahnen in der Südhälfte Frankreichs und im Großraum Paris mit 1500 V Gleichspannung. Zur Vereinheitlichung der Elektrifizierung im Land wurde am 29. August 1920 die Verwendung dieser Spannung bindend vorgeschrieben. Damit sollte sichergestellt werden, dass in einem erneuten Verteidigungsfall die Lokomotiven netzübergreifend eingesetzt werden konnten. Drei ihrer bereits elektrifizierten Strecken stellte die Midi daraufhin auf das verordnete Stromsystem um.

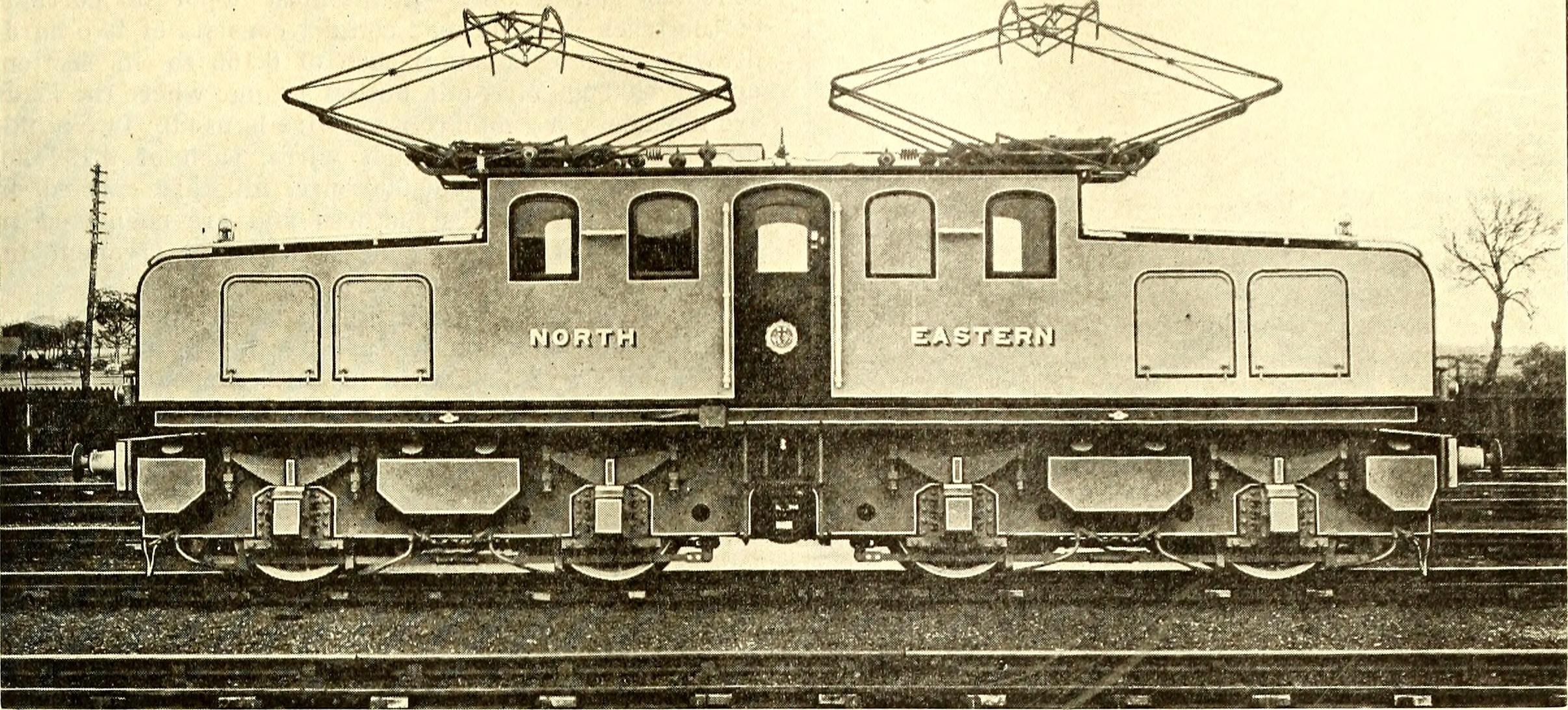
Elektrische Lok der North Eastern Railway, spätere EF 1 (1916)

Da keine entsprechenden Maschinen aus einheimischer Fabrikation entwickelt worden waren, sah sich 1918 eine Gruppe von Ingenieuren der Midi diesbezüglich in Großbritannien um. Bei der North Eastern Railway wurde man fündig; dort liefen 10 vierachsige Drehgestell-Lokomotiven (spätere Baureihe EF 1) mit Motoren von Dick, Kerr & Co., auf die man als Grundlage für eine eigene Entwicklung zurückgriff. Die Firma Constructions électriques de France (CEF) erhielt den Auftrag, 50 entsprechende Maschinen zu bauen, Dick-Kerr selbst lieferte Pläne und einen Teil der Motoren. Die Baureihen E 4000 (für Güterzüge) und E 4500 (für den Reiseverkehr) unterschieden sich nur durch die Getriebeübersetzung. Anders als die britischen Loks wiesen die französischen aber – US-Konstruktionsprinzipien entsprechend – einen Boxcab-Lokomotivkasten mit zwei Endführerständen auf.
Ende 1925 hatte das elektrifizierte Netz der Midi die Streckenlänge von 400 km überschritten. Geeignete Lokomotiven für den Güterverkehr waren aber noch nicht entwickelt – die britischen Motoren hatten sich für die Topografie der Midi als wenig geeignet erwiesen. Zunächst bestellte man eine zweite Serie der E 4000, die im elektrischen Teil jedoch grundlegend überarbeitet und 1926 ausgeliefert wurde. Zwischen 1928 und 1932 folgte 140 Loks der Baureihen E 4100 (Güterversion) und E 4600 (für Personenzüge). 1932 fusionierte die CEF mit Alsthom, was zur Vervollkommnung des robusten und zuverlässigen Traktionsmotors M1 führte.

## Geschichte und Beschreibung
1930 bestellte die Midi vor allem für ihre Strecken Béziers–Neussargues („Ligne des Causses“) und Montauban–Sète bei CEF 67 Lokomotiven. Die baugleichen Maschinen unterschieden sich lediglich beim Getriebe. 50 Loks der Baureihe E 4200 (Höchstgeschwindigkeit 75 km/h) waren für den Güterzugdienst und 17 Loks der 90 km/h schnellen Baureihe E 4700 für den Personenverkehr vorgesehen. Sie wurden im CEF-Werk in Tarbes gebaut und in den Jahren 1934/35 ausgeliefert.
Die Kästen der Loks ruhen auf zwei zweiachsigen Drehgestellen. Rahmen und Kästen bestehen aus 10 mm starken Blechen, die auf Streben genietet sind. Das Blech der Drehgestelle ist 30 mm dick, über eine beweglich gelagerte Stange sind jene miteinander verbunden. Die Achslager sind vom Typ Isothermos. Jede Achse wird von einem Tatzlagermotor des Typs M1 angetrieben; diese Motoren wurden aus dem Dick-Kerr-Motor DK107 von CEF und Alsthom gemeinsam weiterentwickelt. Der M1 ist 4100 kg schwer und hat eine Dauerleistung von 395 PS. Er läuft nicht heiß und ist sehr robust; insgesamt 1297 Exemplare bzw. Abkömmlinge wurden gebaut.
Der erstmals bei der Baureihe E 4100 verwendete TCP-Fahrschalter ermöglicht drei Schaltungen: Reihe (alle vier Motoren hintereinander), Reihe-parallel (jeweils die zwei Motoren eines Drehgestells hintereinander) und parallel (je ein Motor eines Drehgestells mit einem des zweiten Drehgestells hintereinander). Starke Blasmagnete unterdrücken das Entstehen von Lichtbögen und ermöglichen einen Wechsel der Fahrstufen ohne Unterbrechung der Stromzufuhr. Die Kompressoren liefern unter anderem die Druckluft für das Senken der beiden Pantografen, deren Schleifbügel elastisch gelagert sind.
Aufgrund der Ausstattung der Unterwerke der Ligne des Causses mit rotierenden mechanischen Gleichrichtern konnten erstmals in der Vorgängerbaureihe E 4100 Rekuperationsbremsen verwirklicht werden. Alsthom perfektionierte für die Nachfolger E 4200 und E 4700 diese Bremse, die in der Schaltanordnung Reihe-parallel eine Rückspeisung von Strom in die Fahrleitung ermöglichte. Die ersten Fahrpläne wurden so gestaltet, dass bergwärts fahrende Lokomotiven einen Teil der benötigten Traktionsenergie von talwärts laufenden Maschinen erhielten. Beim Ausfall des Systems wurden automatisch die pneumatischen Bremsen aktiviert.
Zunächst wurden die E-4200-Güterzugloks im Betriebswerk Tarbes stationiert, 1935 waren bereits 23 davon nach Béziers umbeheimatet. Ihr Haupteinsatzgebiet wurden die Strecken Bayonne–Sète und Bayonne–Bordeaux, 1935 dann auch Montauban–Sète. Auf den steilen Abschnitten Bedous–Canfranc (der Bahnstrecke Pau–Canfranc) und Ax-les-Thermes–Latour-de-Carol beförderten sie anstelle der E 4700 auch Reisezüge.
Die SNCF reihte die Loks nach der Übernahme 1938 in ihr Nummernschema ein. Aus den E 4201-4250 wurden die BB 4201-4250, entsprechend wurden die E 4701–4717 in BB 4701–4717 umgezeichnet. Zwischen Dezember 1953 und Juni 1954 wurde bei einigen Maschinen die Getriebeübersetzung geändert, wodurch jene die Baureihenzugehörigkeit wechselten. Dies betraf die BB 4244, 4236, 4230 und 4229, die zu BB 4718 bis 4721 wurden. Von Dezember 1973 bis Dezember 1975 ging die SNCF den umgekehrten Weg: Im Betriebswerk Béziers wurden zehn Personenzugloks der Baureihe 4700 zu Güterzugmaschinen (BB 4251–4260) umgebaut.
Um 1977 wurden die Unterwerke der Ligne des Causses auf Siliziumgleichrichter umgestellt. Damit war die Rückeinspeisung von Strom via Nutzbremse nicht mehr möglich, und die Dienste auf jener Strecke wurden von der Vorgängerbaureihe BB 4100 (vormalige E 4100) übernommen. Zwischen Februar 1975 und Ende 1979 wurden daher 37 BB 4200 und 10 BB 4700 zu Rangierlokomotiven umgebaut und als Baureihe BB 4730 bezeichnet. Unter anderem erhielten die BB 4200 im Tausch die Getriebe von Maschinen der Baureihe BB 4600 (vormalige E 4600), die ihrerseits zu BB-4100-Güterzugloks mutierten. Später wurden weitere BB 4200 dem Verschiebedienst zugeteilt; da sie ihr Getriebe behielten, wurden sie nicht in BB 4730 umgezeichnet.

## Schwester- und Nachfolgebaureihen

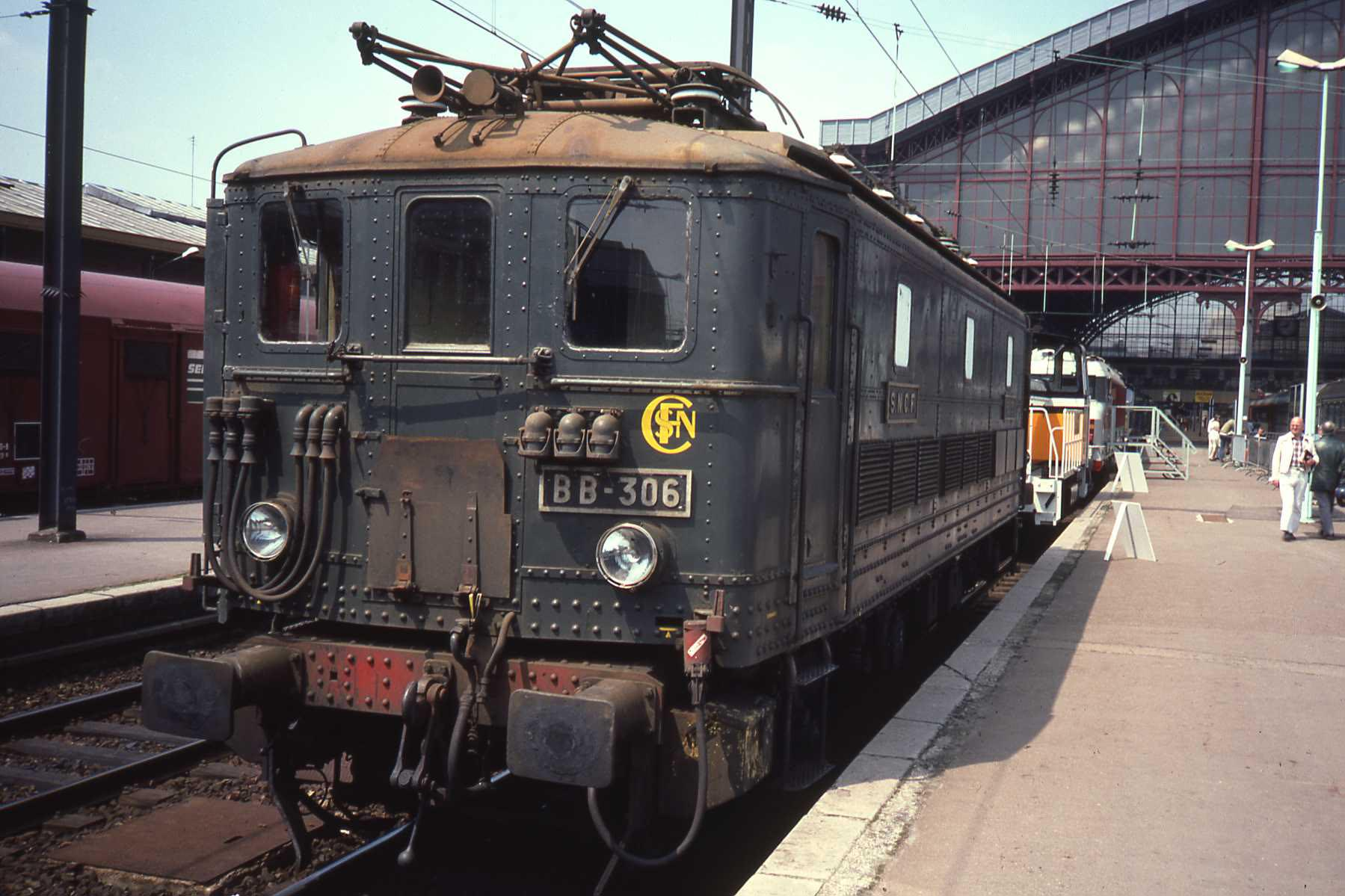
Ehemalige E-241 bis E-264 der PO-Midi im Bahnhof Lille-Flandres (1984)

Das staatliche Bahnunternehmen Chemins de fer de l’État (ETAT), das den Eisenbahnverkehr westlich von Paris betrieb, sparte sich eine eigene Entwicklung und griff auf die bewährten E 4700 der Midi zurück. Auf deren Grundlage baute Alsthom 35 Maschinen, die ab 1936/37 bei der ETAT als Baureihe BB 100 liefen und bei der SNCF als BB 900 (901–935) eingereiht wurden.
Die PO-Midi bestellte für ihre Bahnstrecke Tours–Bordeaux bei CEF von den E 4200/E 4700 abgeleitete Maschinen. Die E-241 bis E-264 wurden 1938/39 ausgeliefert und bei der SNCF zur Baureihe BB 300.
1946 bestellte die SNCF eine weitere Serie der Baureihe BB 300. Die zwischen 1949 und 1952 gebauten Loks der Baureihe BB 8100 sind ebenfalls Abkömmlinge der E 4200/E 4700.
Die marokkanische Eisenbahngesellschaft Compagnie franco-espagnole du chemin de fer de Tanger à Fès (TF) erhielt 1932 sechs entsprechende Maschinen (E-621 bis E-627).

## Verbleib
1997 wurden die letzten Loks der Baureihe abgestellt. Die BB 4240 war 2010 als einziges nicht umgebautes Exemplar in Montgaillard in den Pyrenäen erhalten. In Tarascon-sur-Ariège existierte die ehemalige BB 4202 als BB 4736, in Séméac die BB 4216 als BB 4732. Von der Baureihe BB 4700 wurde die BB 4701 (als BB 4769) für die Cité du Train aufbewahrt.